# Le grandi storie della fantascienza 3
Le grandi storie della fantascienza 3 (titolo originale Isaac Asimov Presents the Great SF Stories 3 (1941)) è il terzo volume, pubblicato nel 1980, dell'antologia di racconti di fantascienza Le grandi storie della fantascienza raccolti e commentati da Isaac Asimov e Martin H. Greenberg per far conoscere maggiormente i racconti dell'Età d'oro della fantascienza, che va dal 1939 al 1963.
I testi dei cinque racconti di Robert A. Heinlein non sono presenti perché non fu raggiunto un accordo per la loro pubblicazione, come spiegato all'interno del volume.

## Racconti
1. Topi meccanici (Mechanical Mice, 1941) di Eric Frank Russel[1] (gennaio)
2. And He Built a Crooked House di Robert A. Heinlein[1] (febbraio)
3. Gabotte (Shottle Bop) di Theodore Sturgeon[2] (febbraio)
4. Il razzo del 1955 (The Rocket of 1955) di C. M. Kornbluth[3] (aprile)
5. Loro (They) di Robert A. Heinlein[2] (aprile)
6. La fine dell'evoluzione (Evolution's End) di Robert Arthur[4] (aprile)
7. Dio Microcosmico (Microcosmic God) di Theodore Sturgeon[1] (aprile)
8. Jay Score (Jay Score) di Eric Frank Russel[1] (maggio)
9. Universe (Universe) di Robert A. Heinlein[1] (maggio)
10. Bugiardo! (Liar!) di Isaac Asimov[1] (maggio)
11. Soluzione insoddisfacente (Solution Unsatisfactory) di Robert A. Heinlein[1] (maggio)
12. Il tempo vuole uno scheletro (Time Wants a Skeleton) di Ross Rocklynne[1] (giugno)
13. Le parole di Guru (The Words of Guru) di C. M. Kornbluth[3] (giugno)
14. L'altalena (The Seesaw) di A. E. Van Vogt[1] (luglio)
15. Armageddon (Armageddon) di Fredric Brown[2] (agosto)
16. Adamo e niente Eva (Adam and No Eve) di Alfred Bester[1] (settembre)
17. Plesso solare (Solar Plexus) di James Blish[5] (settembre)
18. Cade la notte (Nightfall) di Isaac Asimov[1] (settembre)
19. C'era uno gnomo (A Gnome there was) di Henry Kuttner e C. L. Moore[2] (ottobre)
20. By his Bootstraps di Robert A. Heinlein[1] (ottobre)
21. Snulbug di Anthony Boucher[2] (dicembre)
22. Aldilà, Inc. (Hereafter, Inc.) di Lester del Rey[2] (dicembre)

## Edizioni
- Le grandi storie della fantascienza - 3, a cura di Isaac Asimov e Martin H. Greenberg, ed. Bompiani, Milano 1990;